# Matrice (album)
Pour les articles homonymes, voir Matrice.
Albums de Gérard Manset
Prisonnier de l'inutile
(1985) Revivre
(1991)
Matrice, sorti le 24 octobre 1989, est le quatorzième album de l'auteur-compositeur-interprète, peintre, photographe et écrivain français Gérard Manset. 

## Description
Œuvre résolument rock, réaliste et plus noire que jamais, « D'une époque à vomir, l'histoire dira ce qu'il faut retenir… » (Camion bâché), les critiques sont élogieuses à son sujet et le public suit[réf. nécessaire]. Matrice est certifié disque d'or en 1990 pour 100 000 exemplaires vendus.

## Liste des chansons
| No | Titre                  | Durée |
| -- | ---------------------- | ----- |
| 1. | Banlieue nord          |       |
| 2. | Avant l'exil           |       |
| 3. | Filles des jardins     |       |
| 4. | Solitude des latitudes |       |
| 5. | Camion bâché           |       |
| 6. | Toutes choses          |       |
| 7. | Matrice                |       |